# Octomeria estrellensis
Octomeria estrellensis är en orkidéart som beskrevs av Frederico Carlos Hoehne. Octomeria estrellensis ingår i släktet Octomeria och familjen orkidéer. Inga underarter finns listade i Catalogue of Life.